# Brachiaria paucispicata
Brachiaria paucispicata är en gräsart som först beskrevs av Thomas Morong, och fick sitt nu gällande namn av Clayton. Brachiaria paucispicata ingår i släktet Brachiaria och familjen gräs. Inga underarter finns listade i Catalogue of Life.